# Strada 42 (film)
Strada 42 (în engleză 42nd Street) este un film american muzical pre-code din 1933 regizat de Lloyd Bacon. Rolurile principale au fost interpretate de actorii Warner Baxter, Ruby Keeler, Dick Powell și Ginger Rogers. A avut două nominalizări la Premiile Oscar pentru cel mai bun film și pentru cel mai bun mixaj sonor. În 1998, a fost ales pentru conservare de către Biblioteca Congresului în Registrul Național [American] de Film fiind considerat "de importanță culturală, istorică sau estetică".  În 2006, a fost clasificat de Institutul American de Film ca fiind al 13-lea cel mai bun film muzical. Este, în general, considerat a fi un film clasic. 

## Distribuție
- Warner Baxter - Julian Marsh
- Bebe Daniels - Dorothy Brock
- George Brent -  Pat Denning
- Ruby Keeler -  Peggy Sawyer
- Guy Kibbee -  Abner Dillon
- Una Merkel - Lorraine Fleming
- Ginger Rogers - Ann Lowell
- Ned Sparks - Barry
- Dick Powell - Billy Lawler

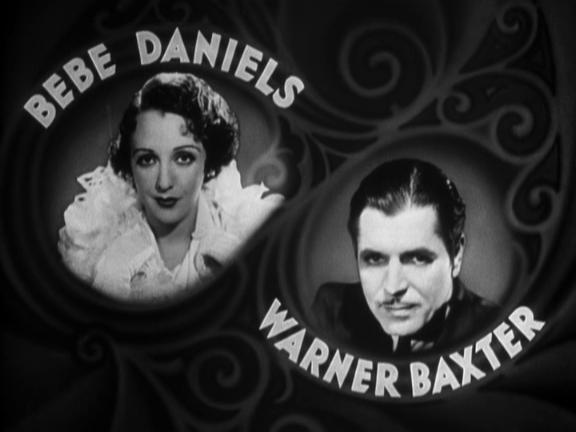
Baxter și Daniels

- Allen Jenkins - Mac Elroy, the stage manager
- Edward J. Nugent - Terry, a chorus boy
- Robert McWade - Jones
- George E. Stone - Andy Lee
- Toby Wing - Blonde in "Young and Healthy" Number

## Premii și nominalizări
Nominalizări la Oscar
- Cel mai bun film

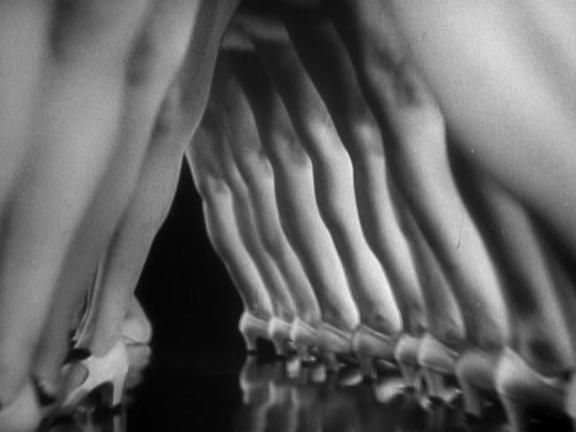
O scenă cu o filmare printre picioarele dansatoarelor

- Cel mai bun mixaj sonor – Nathan Levinson

Liste ale Institutului American de Film
- 2004 – AFI's 100 Years... 100 Songs:
  - "42nd Street", # 97
- 2005 – 100 de ani...100 de replici memorabile:
  - "Sawyer, you're going out a youngster, but you've got to come back a star!", # 87
- 2006 – AFI's Greatest Movie Musicals – # 13